# L'Imposteur (Star Trek)
Pour les articles homonymes, voir L'Imposteur.
L'Imposteur (The Enemy Within) est le cinquième épisode de la première saison de la série télévisée Star Trek. Quatrième épisode à avoir été produit, il fut diffusé pour la première fois le 6 octobre 1966 sur la chaîne américaine NBC
À la suite d'un problème de téléporteur, le capitaine Kirk se sépare en deux personnages différents : l'un est doux et indécis tandis que l'autre est violent et colérique.
L'épisode évoque l'influence du bien et du mal sur le comportement de l'homme, le fait qu'on ne devient un vrai chef que si les forces du mal sont parfaitement disciplinées et contrôlées, et que c'est dans la bonté, l'intelligence et la logique que l'humanité puise son courage.

## Distribution

### Acteurs principaux
- William Shatner : James T. Kirk (VF : Yvon Thiboutot)
- Leonard Nimoy : Spock (VF : Régis Dubost)
- DeForest Kelley : Leonard McCoy
- George Takei : Hikaru Sulu
- James Doohan : Montgomery Scott
- Grace Lee Whitney : Janice Rand

### Acteurs secondaires
- Jim Goodwin : Farrell
- Edward Madden : Fisher
- Eddie Paskey : Connors
- Garland Thompson : Wilson
- Don Eitner : doublure du capitaine Kirk

## Résumé
Durant une mission d'exploration sur Alfa 177, le technicien géologue Fisher est contaminé par une étrange poussière de fer magnétique. Il est téléporté en urgence à bord de l'Enterprise. Détectant une surcharge curieuse dans les circuits du téléporteur, Scotty décontamine Fisher avant de l'envoyer à l'infirmerie, mais l'étrange poussière de fer a altéré les fonctions du téléporteur.
Le capitaine Kirk est téléporté à son tour de la planète sans que le dysfonctionnement du téléporteur ne soit détecté. Il se matérialise apparemment normalement, mais il n'est en fait que l’ombre de lui-même. Kirk est séparé en deux êtres. Le premier à se matérialiser est un Kirk avec ses qualités positives. Une fois que tout le monde a quitté la salle, c’est un Kirk jumeau maléfique qui apparaît.
Du temps passe avant que la mésaventure ne soit découverte. Durant ce temps, le Kirk maléfique rôde dans le vaisseau, vole de l'alcool, brutalise des membres d’équipage, allant jusqu'à tenter de violer Janice Rand. Finalement, il est acculé et capturé en salle des machines.
Le bon côté de Kirk envisage sérieusement d’abandonner sa part maléfique. Il aimerait ignorer cette part détestable de lui-même. Mais ceci fait sa faiblesse, Kirk commence à perdre ses facultés à prendre des décisions. Il se rend compte qu’il a besoin de sa part maudite pour être lui-même. L’un ne peut vivre sans l’autre.
Finalement, Scotty et Spock parviennent à isoler et réparer tous les dommages. Kirk et son double, sur les plots de téléportation, disparaissent et Kirk se rematérialise comme l’homme fort qu’il a toujours été.

## Autour de l'épisode
- Uhura n'apparaît pas dans l'épisode mis à part un caméo vocal recyclant la voix de Nichelle Nicols dans de précédant épisodes.
- L'épisode inspirera l'épisode Deuxième chance de la série Star Trek : La Nouvelle Génération, dans lequel le commandant Riker se dédouble à la suite d'un incident similaire.
- Le capitaine Kirk va se retrouver de nouveau face à des doubles dans les épisodes La Planète des illusions, La Colère des dieux et Star Trek 6 : Terre inconnue.
- L'épisode est le premier à montrer un « pincement neural vulcain ».
- L'épisode est le premier où McCoy prononce la phrase « Il est mort, Jim » à propos du chien. Cette phrase deviendra un leitmotiv du personnage.
- Le téléporteur est décrit comme la seule façon d'atterrir sur une planète, chose qui sera changée par la suite.

## Production

### Écriture
On doit cet épisode à l'écrivain fantastique américain Richard Matheson. À l'instar de Rod Sterling pour la série La Quatrième Dimension le producteur de Star Trek, Gene Roddenberry fit appel pour Star Trek à des romanciers de science fiction tel que Norman Spinrad, Harlan Ellison, Theodore Sturgeon, Robert Bloch. Matheson avait déjà coécrit en 1963, l'adaptation de son propre roman, Je suis une légende, avec Vincent Price sous le pseudonyme Logan Swanson. Il avait aussi écrit pas moins de seize épisodes de La Quatrième Dimension.
Matheson dira s'être ouvertement inspiré de la nouvelle L'Étrange Cas du docteur Jekyll et de M. Hyde de Stevenson avec l'idée d'un homme séparé par deux tendances en lui. Le script de Matheson établit pour la première fois (dans l'ordre de production de la série) le métissage de Spock et les défis que cela représente et les problèmes que cela lui cause.
Engagé le 4 avril, le scénario fut livré le 6 juin 1966 et révisé par Roddenberry deux jours plus tard. L'intrigue secondaire dans laquelle Sulu et d'autres membres d'équipage sont coincés sur une planète glacée fut rajoutée à cette occasion, Matheson voulant se concentrer sur le seul personnage de Kirk et son problème.

### Tournage
Le tournage eu lieu du 30 juin au 11 juillet 1966 au studio de Desilu Productions sur Gower Street à Hollywood sous la direction de Leo Penn.
Cet épisode marque la première apparition de la salle des machines de l'Enterprise qui fut créé par Walter Jefferies. Le studio n'étant pas assez grand, celle-ci était construite sur le principe de la perspective forcée, en mettant des petits éléments afin de faire penser qu'ils sont loin et à partir de panneaux amovibles. Ce décor changera plusieurs fois au cours de la saison et sera transformé en salle des phaseurs dans l'épisode Zone de terreur et en salle de théâtre dans l'épisode La Conscience du roi.
Lors de la scène de la confrontation entre les deux Kirk dans la salle des machines, les directives du scénario prévoyaient que Spock assomme le maléfique Kirk d'un coup brutal derrière la tête. Mais Leonard Nimoy objecta, pensant à raison que cela sonnait faux avec la retenue de son personnage. Il improvisa une prise avec les doigts sur le cou et en fit une démonstration sur William Shatner à l’intention de Leo Penn. Cette prise fut appelée par la suite le « pincement neural vulcain » qui devint célèbre dans l'histoire de la série.
Selon l'actrice Grace Lee Whitney, William Shatner l'a giflée avant le tournage de la scène où elle explique que le capitaine Kirk a tenté de la violer. L'idée était de retrouver l'émotion dans laquelle le personnage se trouve après un traumatisme. Les scènes de confrontations entre Kirk et son double furent créées grâce à l'utilisation d'un split-screen sur deux scènes, le reste utilisant des doublures et des effets de contre-champs.

### Post-production
Pour les besoins de l'épisode, une partition entière fut écrite par le compositeur Sol Kaplan. Celle-ci sera réutilisée de nombreuses fois durant les deux premières saisons.
Leo Penn s'étant aperçu qu'il avait brisé la règle des 180° lors du tournage de la confrontation entre Kirk et son double, certaines images furent inversées. Cela a pour conséquence que la balafre sur la joue du Kirk violent se retrouve parfois à gauche et parfois à droite selon les plans.

## Diffusions

### Diffusion aux États-Unis
L'épisode fut retransmis à la télévision pour la première fois le 6 octobre 1966 sur la chaîne NBC en tant que cinquième épisode de la première saison.

### Diffusion au Royaume Uni et au Québec
L'épisode fut diffusé au Royaume Uni le 13 avril 1970 sur BBC One.
En version francophone, l'épisode fut diffusé au Québec en 1971. 

### Diffusion en France
En France, l'épisode est diffusé le 2 septembre 1986 lors de la rediffusion de l'intégrale de Star Trek sur La Cinq.

## Réception critique
Les différents acteurs de la série se diront assez content de cet épisode notamment la performance de William Shatner souligné par Leo Penn, Richard Matheson, James Doohan et Grace Lee Whitney. Toutefois, celle-ci est assez mécontente de la dernière scène où Spock sous-entend qu'elle avait de l'attirance pour la partie de Kirk qui a tenté d'abuser d'elle.
Dans un classement pour le site Hollywood.com Christian Blauvelt place cet épisode à la 22e position sur les 79 épisodes de la série originelle et trouve que l'épisode aborde de façon provocatrice et neutre les qualités qui font qu'une personne est puissante. Pour le siteThe A.V. Club Zack Handlen donne la note de A- trouvant que si l'acte final de l'épisode devient quelque peu redondant les deux premiers marchent très bien. Il apprécie aussi le jeu d'acteur de William Shatner concernant sa partie "bonne."

## Novélisation
L'épisode fut novélisé dans une histoire portant le titre de Where No Man has Gone Before par l'auteur James Blish dans le livre Star Trek 8, le huitième recueil compilant différentes histoires de la série et sorti en 1972 aux éditions Bantham Books. La prise vulcaine n'apparaissant pas dans le script de l'épisode, celle-ci est remplacée par un coup sur la nuque.

## Éditions commerciales
Aux États-Unis, l'épisode est disponible sous différents formats. En 1985, l'épisode est sorti en VHS et Betamax. L'épisode sortit en version remastérisée sous format DVD en 1999 et 2004.
En France, l'épisode fut disponible avec l'édition VHS de l'intégrale de la saison 1, sortie le 13 janvier 2000. L'édition DVD est sortie le 30 août 2004 et l'édition Blu-ray le 29 avril 2009.